# تشارلز بود
تشارلز بود هو سياسي كندي، ولد في 1 أبريل 1795، وتوفي في 24 أبريل 1884. انتخب عضو مجلس نواب نوفا سكوشا ‏.